# Мифтахов, Амир Рустемович
Ами́р Русте́мович Мифта́хов (род. 26 апреля 2000, Казань, Россия) — российский хоккеист, вратарь клуба Каролина Харрикейнз.

## Карьера
Воспитанник хоккейной школы казанского «Ак Барса», в которой прошёл все этапы становления и в сезоне 2016/2017 начал стабильно выступать в составе молодёжной команды «Ирбис», на уровне МХЛ. В сезоне 2017/2018 дебютировал в ВХЛ за фарм-клуб «Ак Барса» — «Барс», в составе которого впоследствии закрепился и начал стабильно выступать. 29 ноября 2019 года дебютировал в КХЛ в матче против «Сочи», пропустив одну шайбу и отразив 19 бросков. На драфте НХЛ 2020 года был выбран в 6-м раунде под общим 186-м номером клубом «Тампа-Бэй Лайтнинг». Сезон 2021/21 провёл в фарм-клубе «Сиракьюз Кранч». После возвращения подписал контракт с «Ак Барсом».
По итогам сезона 24/25, подписал двусторонный контракт с командой НХЛ «Каролина Харрикейнз»

### В сборной
Вызывался в юниорские и молодёжные сборные России разных возрастов. Был вызван в состав сборной U-18 на Чемпионат мира по хоккею среди юниорских команд 2018 в Челябинске и Магнитогорске. На этом турнире сыграл в пяти матчах. В том же году принимал участие в Мемориале Ивана Глинки. В конце 2018 года был вызван в состав сборной U-20 для участия в чемпионате мира 2019 в Ванкувере и Виктории. Сборная России заняла на этом турнире третье место, Мифтахов на лёд не выходил.
В 2019 году был вызван в сборную U-20 для участия в чемпионате мира 2020. Сборная России заняла на этом турнире второе место, Мифтахов принял участие в пяти матчах, включая финальную игру против сборной Канады.

## Достижения
- Бронзовый призёр молодёжного чемпионата мира 2019
- Серебряный призёр молодёжного чемпионата мира 2020